# Jacopo Belgrado
Jacopo Belgrado (Údine, 16 de noviembre de 1704-Údine, 26 de marzo de 1789) fue un jesuita, matemático y físico italiano.

## Biografía
Nacido en una familia noble de Friul, estudió en el colegio de la Compañía de Padua. Tras su entrada en la Compañía de Jesús hizo filosofía y matemáticas en Bolonia, y enseñó humanidades en Venecia. Completados sus estudios, fue enviado (1738) como profesor de matemáticas y física al colegio jesuítico de Parma. Según parece, dejó docencia cuando fue nombrado (1750) confesor y teólogo de Felipe I de Parma, y matemático de la casa ducal. Esto le dio la oportunidad de dedicar más tiempo a sus trabajos científicos a construir un observatorio astronómico junto al colegio de Parma. Sus logros culturales no impidieron, con todo, que fuese alejado bruscamente de la corte por influjo de Guillaume du Tillot. Este contratiempo no disminuyó la actividad científica de Belgrado; incluso, amplió su interés a lo arqueológico, motivado por las recientes excavaciones en Herculano y Ravena.
Al ser expulsados de Parma los jesuitas (1768), Belgrado pasó a Bolonia, de cuyo colegio Santa Lucia fue nombrado rector en 1769. Durante la primera mitad de 1773, resistió en Bolonia, basado en medios legales, a las medidas del cardenal Vincenzo Malvezzi Bonfioli, arzobispo de Bolonia, quien, en conformidad con una orden papal, cerraba el noviciado y los colegios jesuitas. Belgrado fue arrestado y conducido a la frontera de Módena, donde fue bien acogido. Poco después, promulgada la supresión de la Compañía de Jesús (1773), Belgrado se retiró a casa de su hermano Alfonso en Údine. El 25 de agosto de 1777, le llegó la noticia de que el duque Fernando I de Parma le había concedido a él y a su familia el título de conde. Belgrado fue también miembro de la Academia de Ciencias de Francia y de la Academia de la Arcadia.
Belgrado tiene importancia en la historia de la electricidad, por su constante estudio sobre la relación entre los fenómenos eléctricos, luminosos y térmicos. Asimismo, se le atribuye haber introducido en Italia los métodos infinitesimales de Isaac Newton y Gottfried Leibniz. Sin embargo, en varias de sus obras, Belgrado estuvo influido por una concepción mecanicista de la naturaleza y por la filosofía sensista de Étienne Bonnot de Condillac.

## Obras

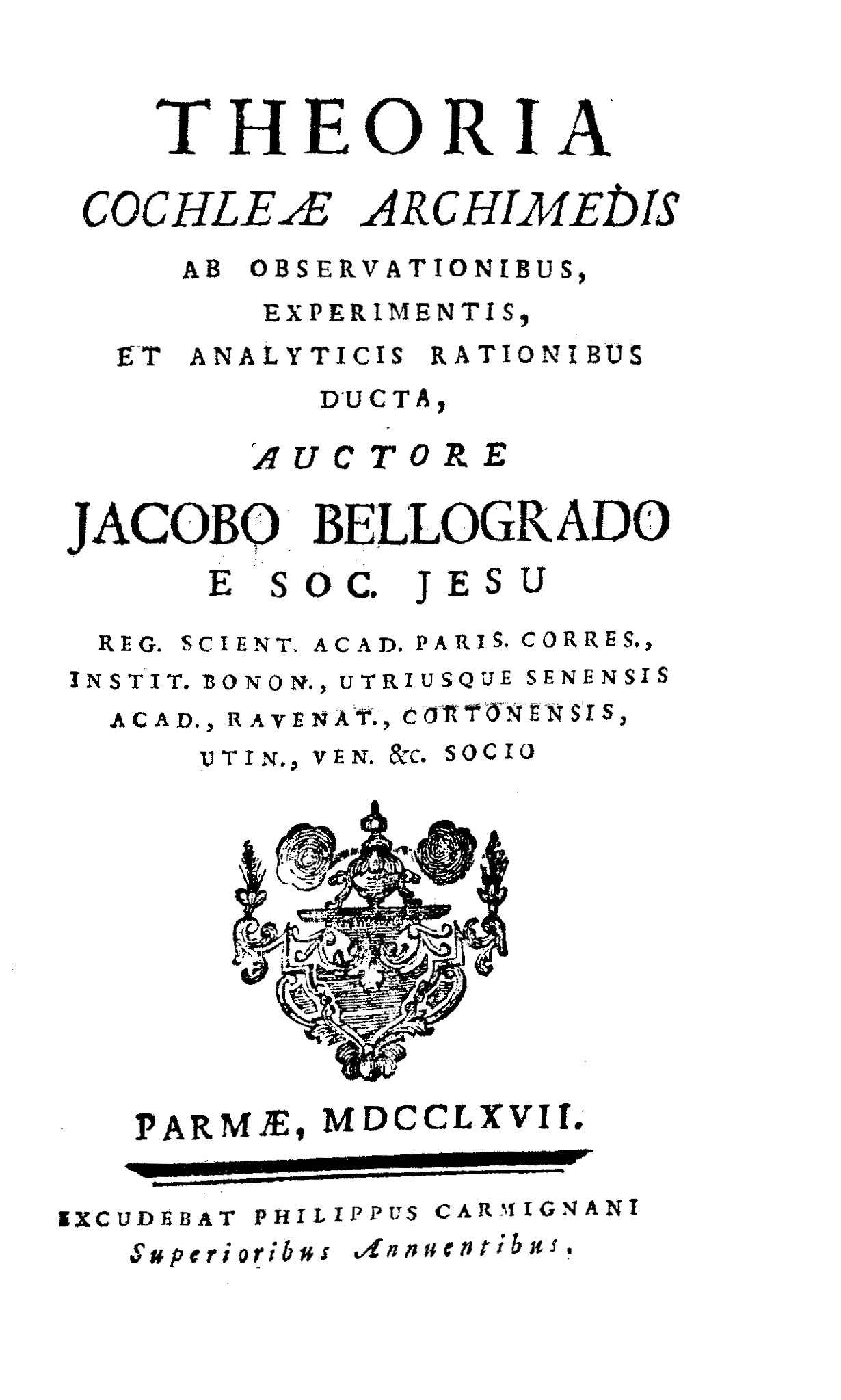
Theoria cochleae Archimedis ab observationibus, experimentis, et analyticis rationibus ducta, 1767

- Ad disciplinam mechanicam, nauticam et geographicam acroasis critica et historica (Parma, 1741).
- De corporibus elasticis disquisitio physico-mathematica (Parma, 1747).
- I fenomeni elettrici (Parma, 1749).
- Dell'influsso degli astri ne' corpi terrestri (Parma, 1757).
- De utriusque analyseos usu in re physica, 2 v. (Parma, 1761-1762).
- Delle sensazioni del calore e del freddo (Parma, 1764).
- De telluris viriditate (Udine, 1783).
- Theoria cochleae Archimedis ab observationibus, experimentis, et analyticis rationibus ducta (en latín). Parma: Filippo Carmignani. 1767.